# Królestwo II
Królestwo II (duń. Riget II) – druga seria duńskiego miniserialu telewizyjnego wyreżyserowanego w 1997 roku przez Lars von Triera, będąca kontynuacją miniserialu o tytule Królestwo. W zamierzeniu autorów Królestwo miało być trylogią. Seria trzecia nie została nakręcona, czego prawdopodobną przyczyną była śmierć jednego z głównych aktorów – Ernst-Hugo Järegårda w roku 1998.
Korzystając z pomysłów z obu serii Królestwa w 2004 roku, wyprodukowano w USA miniserial o tytule Szpital „Królestwo” w reżyserii Craig R. Baxley'a (scenariusze do części odcinków napisał Stephen King).

## Nagrody
Film Królestwo II zdobył szereg nagród filmowych.
- Bodil Awards w roku 1998:
  - zwycięstwo w kategorii „Najlepszy aktor” dla Holger Juul Hansen
  - zwycięstwo w kategorii „Najlepsza aktorka drugoplanowa” dla Birgitte Raaberg
- Festiwal Fantasporto w roku 1999:
  - zwycięstwo w kategorii „Najlepszy reżyser” dla Lars von Triera
  - zwycięstwo w kategorii „Najlepszy scenariusz” dla Lars von Triera i Morten Arnfreda
  - nominacja do nagrody w kategorii „Najlepszy film” dla Lars von Triera

## Obsada
Ernst-Hugo Järegård – doktor Stig Helmer 

Peter Mygind – Mogge

Kirsten Rolffes – Sigrid Drusse 

Holger Juul Hansen – Dr Moesgaard 

Søren Pilmark – Krogshřj

Ghita Nørby – Rigmor

Jens Okking – Bulder 

Baard Owe – Bondo

Birthe Neumann – Pani Svendsen 

Ole Boisen – Christian 

Otto Brandenburg – Hansen 

Torben Zeller – Pracownik krematorium 

Vita Jensen – Pomywaczka

Erik Wedersøe – Ole 

Morten Rotne Leffers – Pomywacz

Udo Kier – Åge Krüger / Little Brother

Stellan Skarsgård – Szwedzki adwokat

## Odcinki drugiej serii

### Królestwo II
- Mors in Tabula
- Trækfuglene / Wędrowne ptaki
- Gargantua
- Pandæmonium